# Spoorlijn 113 (België)
Spoorlijn 113 was een Belgische spoorlijn die Manage met Piéton verbond, de spoorlijn was 9,8 km lang, dubbelsporig en niet geëlektrificeerd.

## Geschiedenis
De spoorlijn werd geopend in 1865, waarvan het baanvak Manage - Bascoup op 20 juni en het baanvak Bascoup - Piéton op 5 oktober. Reizigersverkeer op de lijn werd opgeheven op 2 juni 1984. Op 24 september 1987 werd het baanvak Manage - Bascoup buiten dienst gesteld en nadien opgebroken. Het baanvak Bascoup - Piéton bleef in dienst voor de NMBS-werkplaats van de 'dienst Baan' in Bascoup.

## Aansluitingen
In de volgende plaatsen is of was er een aansluiting op de volgende spoorlijnen:
Manage
Spoorlijn 116 tussen Manage en Y La Paix
Spoorlijn 117 tussen 's-Gravenbrakel en Luttre
Spoorlijn 141 tussen Manage - Court-Saint-Etienne
Bellecourt
Spoorlijn 265 tussen Bellecourt en Raccordement Wuyckens
Bascoup
Spoorlijn 183 tussen La Louvière-Centrum en Bascoup
Spoorlijn 254 tussen Bascoup en Trazegnies
Piéton
Spoorlijn 110 tussen Piéton en Bienne-lez-Happart
Spoorlijn 112 tussen Marchienne-au-Pont en La Louvière-Centrum
Spoorlijn 112A tussen Wilbeauroux en Piéton